# Estlands ytterpunkter
Detta är en lista över Estlands ytterpunkter, alltså de platser på land som ligger längst norrut, söderut, österut och västerut i Estland.

## Latitud och longitud
Nordligaste punkt
- Totalt: Ön Stenskär, Vainupea, Haljala kommun, Lääne-Virumaa (koordinater 59°49′17″N 26°21′31″Ö / 59.82139°N 26.35861°Ö)
- På fastlandet: Udden Purekkari neem, Pärispea, Kuusalu kommun, Harjumaa (koordinater 59°40′31″N 25°41′49″Ö / 59.67528°N 25.69694°Ö)
- Tätbebyggd ort: Staden Loksa, Harjumaa (koordinater 59°35′32″N 25°42′23″Ö / 59.59222°N 25.70639°Ö)

Östligaste punkt
- Gränsen mot Ryssland vid staden Narva, Ida-Virumaa (koordinater 59°22′13″N 28°12′36″Ö / 59.37028°N 28.21000°Ö)

Sydligaste punkt
- Totalt: Gränsen mot Lettland vid byn Karisöödi, Rõuge kommun, Võrumaa (koordinater 57°30′33″N 26°37′00″Ö / 57.50917°N 26.61667°Ö)
- Tätbebyggd ort: Småköpingen Misso, Rõuge kommun, Võrumaa (koordinater 57°35′38″N 27°12′34″Ö / 57.59389°N 27.20944°Ö)

Västligaste punkt
- Totalt: Ön Nootamaa, Atla, Ösels kommun, Saaremaa/Ösel (koordinater 58°19′20″N 21°45′51″Ö / 58.32222°N 21.76417°Ö)
- Tätbebyggd ort: Småköpingen Kihelkonna, Ösels kommun, Saaremaa/Ösel (koordinater 58°21′52″N 22°01′15″Ö / 58.36444°N 22.02083°Ö)
- På fastlandet: Ramsholms udde, Enby, Lääne-Nigula kommun, Läänemaa (koordinater 59°01′31″N 23°24′15″Ö / 59.02528°N 23.40417°Ö)
- Tätbebyggd ort på fastlandet: Staden Hapsal, Läänemaa (koordinater 58°55′56″N 23°29′09″Ö / 58.93222°N 23.48583°Ö)

## Högsta punkt
- Berget Suur Munamägi, Haanja, Rõuge kommun, Võrumaa, 318 m (koordinater 57°42′52″N 27°3′33″Ö / 57.71444°N 27.05917°Ö)

## Lägsta punkt
- Östersjön havsnivå 0 m.